# Irena Pavlovic
Irena Pavlovic (ur. 28 września 1988 w Belgradzie) – francuska tenisistka pochodzenia serbskiego.
Urodziła się w stolicy ówczesnej Jugosławii, w Belgradzie, a w wieku trzech lat przeniosła się wraz z rodzicami do Paryża. Zwyciężyła w czterech turniejach singlowych i czternastu deblowych rozgrywek ITF. W 2009 roku dwukrotnie dostała od organizatorów dziką kartę do rozgrywek cyklu WTA – w Strasburgu i na French Open, co było jej debiutem w turnieju wielkoszlemowym. W obu tych turniejach odpadła w pierwszej rundzie, przegrywając odpowiednio z Kristiną Barrois i Akgul Amanmuradovą. W karierze pokonała m.in. takie zawodniczki jak: Monica Niculescu, Anne Keothavong czy Marina Erakovic.

## Wygrane turnieje ITF

### Gra pojedyncza
|    | Data       | Turniej    | Kat. | ($)    | Naw.      | Finalistka             | Wynik         |
| 1. | 23/07/2006 | Frinton    | ITF  | 10 000 | trawiasta | Georgie Stoop          | 6:2, 6:4      |
| 2. | 13/08/2006 | Wrexham    | ITF  | 10 000 | twarda    | Jane O'Donoghue        | 6:4, 6:3      |
| 3. | 18/11/2007 | Nuriootpa  | ITF  | 25 000 | twarda    | Monique Adamczak       | 6:2, 5:7, 6:4 |
| 4. | 07/07/2013 | Middelburg | ITF  | 25 000 | ziemna    | Angelique Van Der Meet | 6:3, 6:4      |